# Dorstenia gigas
Dorstenia gigas is een succulente pantensoort uit de moerbeifamilie (Moraceae). Het is een struikachtige plant met een dikke gezwollen stam. De plant bereikt groeihoogtes tussen 2 en 5 meter. De soort staat op de Rode Lijst van de IUCN geklasseerd als 'gevoelig'.
De soort komt voor op het bij Jemen behorende eiland Socotra. Hij groeit daar meestal op kalkstenen heuvels, waar de plant zich vastklampt aan richels en steile rotswanden waar weinig planten overleven en ook in spleten in de rotsen.